# Isoperla potanini
Isoperla potanini és una espècie d'insecte plecòpter pertanyent a la família dels perlòdids.

## Descripció
- L'adult és de color ocre o marró clar i fa entre 4,7 i 5,9 mm de llargària a les ales anteriors el mascle i 6,7-7,7 la femella.
- L'ou és ovalat i fa 350 micròmetres de llargària.
- La larva presenta un patró cefàlic semblant al de Isoperla difformis.[5]

## Hàbitat
En el seu estadi immadur és aquàtic i viu a l'aigua dolça, mentre que com a adult és terrestre i volador.

## Distribució geogràfica
Es troba a Àsia: el nord i l'oest de Mongòlia, incloent-hi el riu Selengà.